# Atomic Weapons Establishment

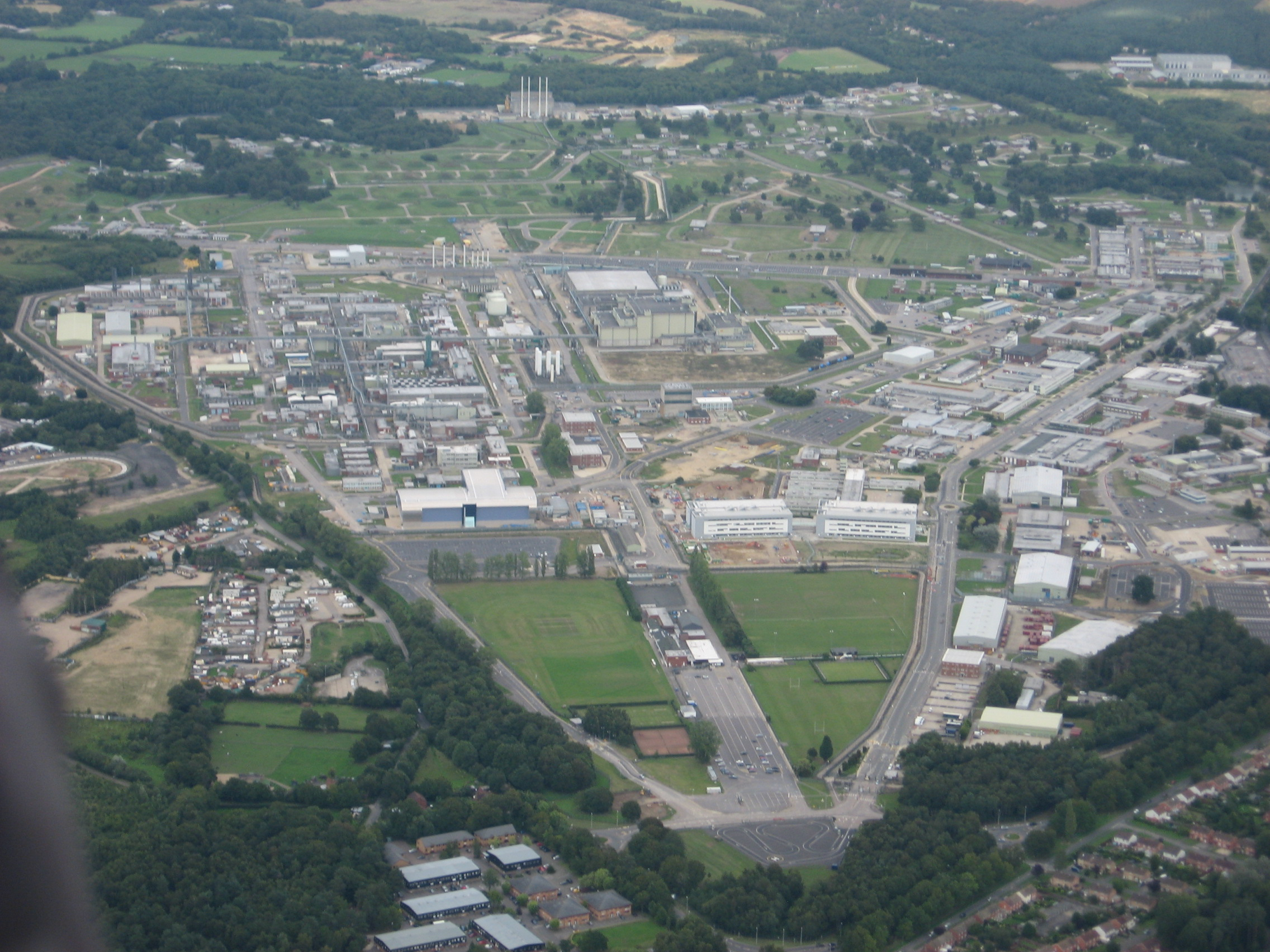
Luftbild AWE Aldermaston aus dem Jahr 2009

Das Atomic Weapons Establishment (AWE), zuvor Atomic Weapons Research Establishment (AWRE), ist ein öffentliches Unternehmen, das für die Entwicklung, Bau, Wartung und Stilllegung der britischen Kernwaffen zuständig ist.

## Geschichte
AWRE entstand 1950 auf dem ehemaligen Militärflugplatz RAF Aldermaston.
Der AWRE gingen die folgenden Untergruppen voraus, wobei die AWRE hauptsächlich aus der letzten Gruppe hervorging:
- Der Industrial Group unter Leitung von Sir Christopher Hinton
- Der Research Group unter Leitung von Sir John Cockcroft
- Der Weapons Group unter Leitung von Sir William Penney

Den o. g. Gruppen gingen die folgenden Organisationen und Acts voraus: Das zivile Forschungszentrum Atomic Energy Research Establishment (AERE) wurde 1946 durch das Ministry of Supply gegründet. Die ehemalige Production Group etablierte den Standort Windscale.
Die AERE wurde später zur United Kingdom Atomic Energy Authority (UKAEA) oder kurz „Authority“ durch den britischen Atomic Energy Act 1946. AEA war damit ab 1954 die Dachorganisation, welcher auch die AWE zugeordnet war.
1971 teilte der Atomic Energy Act 1971 die UKAEA in verschiedene Einheiten auf: (1) den Radiochemical Centre, (2) die British Nuclear Fuels (BNFL), und (3) die zivile nukleare Forschung verblieb bei der AEA. Die BNFL übernahm diverse Aktivitäten und wurde ab 1974 teilprivatisiert (als Public limited company).
Ab 1973 wurde die Weapons Group an das Secretary of State for Defence/MOD übertragen.
Ab 1992 wurde der Name Atomic Weapons Establishment (AWE) etabliert und folglich kam es zu einer Teilprivatisierung, nach dem sog. Regierungs-Besitz/Auftragnehmer-Betreiber Modell.
Im Jahre 1993 übernahm das privatwirtschaftliche Konsortium Hunting-BRAE (Hunting Engineering, Brown & Root und AEA Technology) das operative Management der AWE. Nach dem Auslaufen des Kontraktes wurde im Jahre 2000 ein neuer Kontrakt über eine Laufzeit von 25 Jahren mit dem Konsortium AWE plc (British Nuclear Fuels, Lockheed Martin und Serco) geschlossen.
2009 verkaufte die BNFL ihre Anteile an die Jacobs Engineering Group.
Seit 2021 ist die AWE wieder in Vollbesitz der Regierung und wird von der Defence Nuclear Organisation (DNO) beauftragt. Das vorherige Betreibermodell wurde eingestellt.
Ab dem Jahr 2024 wurde der neue Name AWE Nuclear Security Technologies eingeführt.

## Waffensysteme
AWE liefert die britischen Atomwaffen, die ehemalige Freifallbombe WE.177 sowie Kernsprengköpfe für U-Boot-gestützte ballistische Raketen Polaris (bereits eingestellt) und Trident an das Britische Militär. Die Entwicklung und Produktion der Interkontinentalraketen ist Amerikanisch.

## NATO und nukleare Teilhabe
Die nukleare Abschreckung Großbritanniens ist Teil der NATO und auch Teil der nuklearen Planungstruppe. Seit der vollständigen Außerdienststellung des RAF Bomber Command (z. B. V-Bomber wie Avro Vulcan) um 1990, welche zur Abschreckung der Sowjetunion diente, wird eine ausschließlich seegestützte Abschreckung mit Atom-U-Booten betrieben, da moderne Verteidigungssysteme die Abschreckung durch Bomber einschränken.
Großbritanniens nukleare Systeme werden seit 1958 im Rahmen der „speziellen Partnerschaft“ mit den USA weiterentwickelt. Während des Zweiten Weltkrieges entwickelten die USA gemeinsam mit Großbritannien in verschiedenen Kooperationen (MAUD Committee, Tube Alloys und Manhattan Project). Diese Kooperation wurde von den USA einseitig durch den Atomic Energy Act von 1946 (McMahon Act) beendet. Großbritannien verfolgte daraufhin für gut 12 Jahre sein eigenes Nuklearprogramm bis zur Entwicklung der thermonuklearen Waffe. Folglich nahmen ab 1958 die USA und Großbritannien ihre Zusammenarbeit wieder auf. In den USA ist heutzutage die National Nuclear Security Administration (NNSA) die führende Organisation für nukleare Sicherheit.

## Standorte
Der Hauptsitz von AWE ist in Aldermaston, ein zweiter Standort ist Burghfield. An dem Außenstandort Blacknest wird die seismische Überwachung von Kernwaffentests durchgeführt.
1987 fusionierten die Royal Ordnance Standorte Cardiff und Burghfield mit den AWRE Standorten Aldermaston und Foulness zu AWE. Die Standorte Cardiff und Foulness wurden nach dem Ende des Kalten Krieges geschlossen. Dementsprechend ging auch die Mitarbeiterzahl von 6400 im Jahre 1993 auf 4500 im Jahre 2013 zurück.